# Útero bicorno

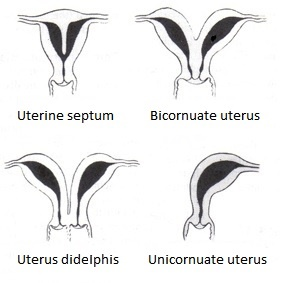
Quatro tipos de malformações uterinas (bicornuate uterus em inglês)

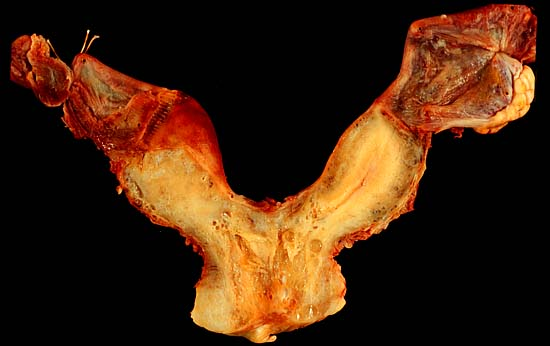
Útero bicorno em humanos

Útero bicorno ou útero bicorne é uma anomalia congênita em que o útero é dividido em dois lados, na parte interna. Essa membrana pode ter tamanhos variados, desde uma pequena divisão até uma divisão completa do útero em dois.
Se diferencia do útero duplo por compartir um colo do útero.
Alguns animais possuem úteros bicornes, ou inclusive quadricornes, para ter vários filhos de uma vez, porém não é comum em humanos.

## Sinais e sintomas
No que se refere ao sucesso da gravidez, vai depender de como é a má-formação e o estado da parede muscular do útero, mas o útero bicorno não impede de engravidar e ter um filho saudável. Contudo, realizar um acompanhamento pré-natal mais frequente e atencioso é fundamental, porque há maior risco de:
- Trabalho de parto prematuro (antes das 37 semanas de gestação)
- Aborto espontâneo (pode ocorrer por insuficiência cervical, quando o colo do útero dilata prematuramente)
- Apresentação desfavorável (cabeça do bebê não está encaixada na pélvis na hora do parto)
- Ruptura prematura de membranas (romper a bolsa que protege o feto)
- Placenta retida (placenta não sai depois do bebê, causa hemorragia pós-parto)

## Epidemiologia
Entre 0,5 e 1% das mulheres nascem com útero dividido. 

## Tratamento
Geralmente um controle por mês com obstetra especializado em gravidez de risco é suficiente e precisam de cesárias com mais frequência que mulheres com útero sem divisões. Em mulheres com perda gestacional recorrente é possível fazer uma cirurgia para unificar os lados do útero, ampliando o espaço que o feto terá para crescer.